# Flop (koszykówka)
Flop – w koszykówce jest to symulowanie faulu przy możliwym jednoczesnym wydawaniu z siebie okrzyków. Zagranie to ma na celu wymuszenie na sędziach korzystnej dla siebie decyzji. W związku z tym według oficjalnych przepisów gry w koszykówkę FIBA takie zachowanie jest traktowane jako faul techniczny. W NBA od sezonu 2012/2013 flopowanie jest karane finansowo.